# NGC 7084
NGC 7084 – gromada otwarta znajdująca się w gwiazdozbiorze Pegaza. Odkrył ją John Herschel 11 października 1825 roku. Gromada ta znajduje się w odległości ok. 2,5 tys. lat świetlnych od Słońca oraz 27 tys. lat świetlnych od centrum Galaktyki.